# Caleuche
O Caleuche é um  mítico navio fantasma no folclore local e mitologia do arquipélago de Chiloé, no sul do Chile.

## Lenda
Segundo a lenda, o Caleuche é um grande navio fantasma que navega pelos mares em torno de Chiloé, à noite. Ele aparece como um navio à vela, sempre cheio de luzes e com sons de uma festa a bordo, mas rapidamente desaparece novamente escondendo submersa. Segundo a crença local, é tripulado pelos afogados, que são levadas ao navio por três figuras mitológicas chilotes: Pincoya, ajudada por seus irmãos, a Sirena chilota e o Pincoy. No Caleuche, os afogados revivem como tripulantes do navio fantasma, para viver uma nova existência de eterna felicidade. 
De acordo com outra versão do mito, o Caleuche seria  um ser criado e dotado de consciência, e seu comportamento maligno resultaria do desejo de vingança. Segundo  essa versão, o Caleuche era, originalmente, apenas um navio fantasma, mas o poderoso Millalobo (um ser semelhante a um tritão, metade lobo marinho e metade humano) lhe outorga o dom da consciência e grandes poderes para que o Caleuche atue como  lugar de permanência das almas dos que morrem no mar e que são resgatadas pelos filhos do Millalobo.
Diz-se que, pouco depois de sua transformação, o Caleuche teve como companheira uma loba marinha, com quem nadava, transformado em lobo marinho, e era feliz. Mas sua companheira acaba sendo morta cruelmente por pescadores na Ilha de Tenglo, em frente a Puerto Montt. Ao saber da morte da amada, o Caleuche jura vingar-se de todo ser humano vivo. Por este motivo, teria mandado grandes males a Puerto Montt - como algumas erupções do vulcão  Calbuco,  incêndios e até o rapto da mulher mais bonita do porto. 
Segundo uma outra versão, o Caleuche seria um navio mágico no qual os bruxos de Chiloé fazem suas festas e transportam mercadorias. Diz-se que, por ordem do Millalobo, só os bruxos podem abordar o navio e unicamente usando o Cavalo marinho Chilote como meio de transporte.